# Pöls (Gemeinde Pöls-Oberkurzheim)
Pöls ist eine Ortschaft mit 1401 Einwohnern in Pöls-Oberkurzheim, die zur gleichnamigen Katastralgemeinde gehört und im österreichischen Bundesland Steiermark liegt und zur 2014 aufgelösten Gemeinde Pöls gehörte.

## Geographie

### Geographische Lage

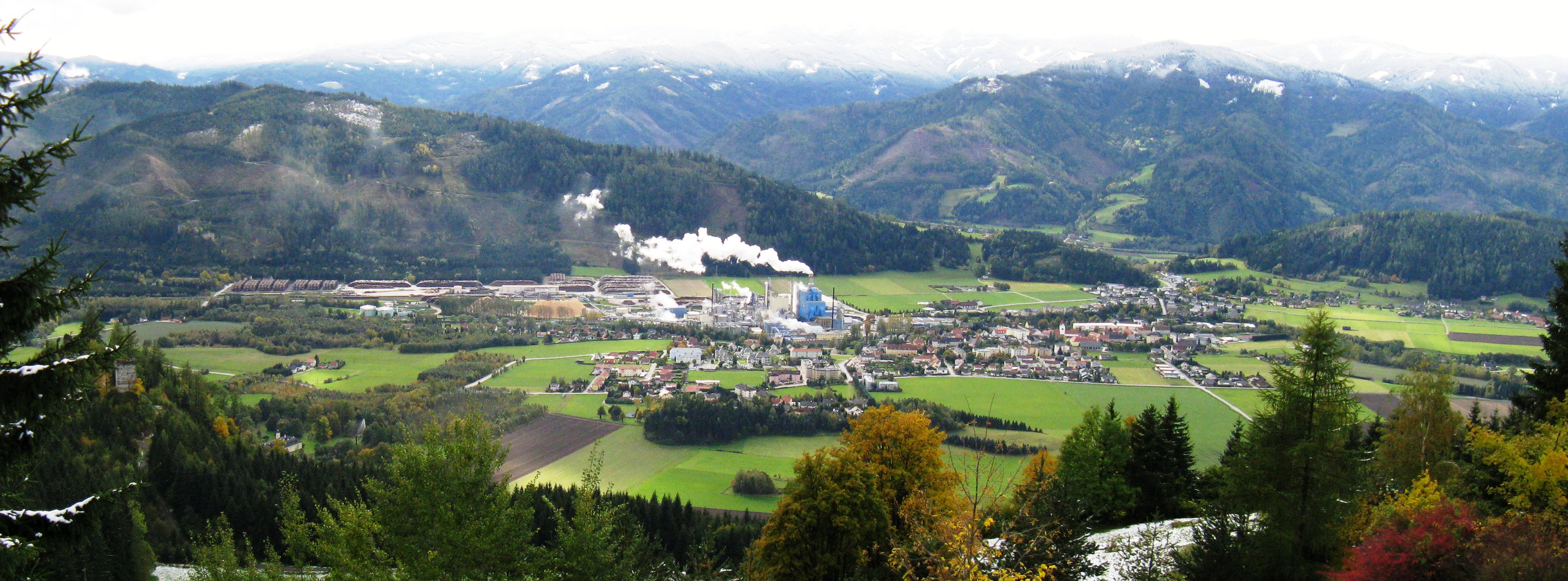
Panorama vom Geigerkogel

Pöls liegt zwischen den südlichen Ausläufern der Rottenmanner und Wölzer Tauern sowie der Seckauer Tauern im Pölstal.

### Geologie
Die den Ort umgebende Landschaft ist geprägt von glazialen Formen, Endmoränen und Hügeln aus der letzten Eiszeit. Tief eingeschnitten in den Eiszeitschotter windet sich der Fluss Pöls, aus den Niederen Tauern kommend, durch Tal und Ort.

### Nachbarorte
|            | Oberkurzheim, Hohenbichl                    | Gusterheim, Pölshof |
| Mühltal    | Kompassrose, die auf Nachbargemeinden zeigt |                     |
| Enzersdorf | Thalheim                                    | Reifenstein         |

## Geschichte

### Beginn der Besiedelung bis nach dem Mittelalter
Hinweise für eine Besiedlung der Gegend um Pöls schon im 2. Jahrtausend v. Chr. geben zahlreiche Funde von Werkzeugen und Gebrauchsgegenständen aus dieser Zeit. Relikte römischer Grabanlagen wurden bis in das beginnende 20. Jahrhundert hinein um Pöls herum gefunden. Nach 582 wanderten die Slawen von Osten her aus den von den Awaren beherrschten Gebieten ein. Die Siedlungen der Slawen mieden den sumpfigen Talgrund und waren hauptsächlich an den Talrändern zu finden. Viele Ortsnamen slawischen Ursprungs in der Umgebung von Pöls zeugen heute noch von der slawischen Siedlungstätigkeit.
Im Jahr 860 wird Pöls erstmals urkundlich erwähnt (als „curtis ad pelisam“ – der Gutshof am Pölsbach) und gehört somit zu den ältesten Orten der Steiermark. In der ersten Hälfte des 9. Jahrhunderts setzte der Zustrom bayrischer Bauern ein. Nicht wenige slawische Siedlungen erhielten deutsche Namen, es gab jedoch auch Siedlungsneugründungen durch die bayrischen Einwanderer. Einfälle von Ungarn brachten die bayrische Siedlungstätigkeit in der ersten Hälfte des 10. Jahrhunderts kurzfristig zum Erliegen, nach der für die Ungarn desaströsen Schlacht auf dem Lechfeld (955) setzte die bayrische Kolonisation wieder umso stärker ein.
Im 12. und 13. Jahrhundert kam es zu umfassenden Rodungen und zur Anlage vieler neuer Höfe, eine Entwicklung, die um 1300 ihren Höhepunkt erreichte. Das 14. Jahrhundert sah den Niedergang vieler Höfe in Lagen, die wirtschaftlich nicht lebensfähig waren. In der zweiten Hälfte des 12. Jahrhunderts war durch Zerschlagung des Großgutshofes „ad Pelisam“ und die Ansiedlung von Handwerkern und Taglöhnern das Dorf Pöls entstanden.

### Ab dem 15. Jahrhundert
Im 15., 16. und 17. Jahrhundert wuchs das Dorf. Etliche Handwerker und Keuschler siedelten sich hier an. Gegen Ende des 17. Jahrhunderts stockt die räumliche Ausdehnung von Pöls für etwa 200 Jahre, wahrscheinlich verursacht durch Wirtschaftskrisen, Seuchen und Kriege. Seit dem 18. Jahrhundert wurden die üblicherweise aus Holz gezimmerten Häuser (Holzkeuschen) abgelöst von aus Steinen gemauerten Häusern. Aufgestockt wurden viele Objekte erst in den letzten 150 Jahren. Bis in die jüngste Vergangenheit hinein war das Dorf umzäunt, selbstschließende Falltore versperrten die Zugänge als Schutz gegen eindringendes Weidevieh und Raubtiere.
In der Zwischenkriegszeit entwickelte sich das bäuerliche Dorf Pöls zum Industrieort. 1700 begann Ferdinand Fürst Schwarzenberg, der kurz zuvor das 1660 errichtete Schloss Gusterheim im Nachbarort Gusterheim gekauft hatte, mit der Papiererzeugung in Pöls. Seit dieser Zeit ist die Geschichte der Gemeinde Pöls scheinbar untrennbar mit der im Ort befindlichen Papier- bzw. Zellstoffproduktion verbunden. Zu Beginn des 20. Jahrhunderts wurde mit der Gewinnung von Zellstoff aus Holzfasern die moderne industrielle Entwicklung eingeleitet.

### Erster und Zweiter Weltkrieg
Im Ersten Weltkrieg war Pöls von Kampfhandlungen verschont geblieben. Durch wirtschaftliche Unsicherheit und materielle Not waren die ersten Nachkriegsjahre besonders schwierig. Zusätzlich brach am 10. Oktober 1920 die Maul- und Klauenseuche aus, die den Viehbestand beträchtlich dezimierte und erst im April 1922 beendet war.
Der Ausbau der Papierindustrie durch die italienische Firma BURGO ab 1921 ließ die Bevölkerung rasch wachsen. In der Folge vergrößerte sich Pöls durch die Notwendigkeit, Wohnraum für die Werksangehörigen zu schaffen und die daraus resultierende rege Bautätigkeit, rasch. Wie in ganz Österreich war die politische Lage in den folgenden Jahren äußerst gespannt.
Im Zweiten Weltkrieg blieb Pöls dank seiner inneralpinen Lage und nicht kriegswichtigen Industrie von Zerstörungen weitgehend verschont. Zwar wurde des Öfteren Luftalarm gegeben (z. B. im Dezember 1944 31 Mal), jedoch wurde das Pölstal meist nur überflogen. Nur einmal, am 7. Februar 1945 wurde Pöls von fünf leichten, amerikanischen Kampfflugzeugen im Tiefflug unter Beschuss genommen. Ziel war vor allem die Fabrik, jedoch hatten auch 21 Privathäuser Einschüsse. Personen kamen dabei nicht zu Schaden. Die meisten Luftangriffe in der Region wurden im März 1945 verzeichnet. Insgesamt fielen im Zweiten Weltkrieg 117 Pölser Soldaten.

### Seit dem Ende des Zweiten Weltkriegs
Nach dem Ende des Zweiten Weltkrieges zeigte sich eine rasante bauliche Entwicklung, die sich auf die Gestaltung des Ortsbildes nachhaltig auswirkte. Das neue Amtsgebäude der Gemeinde, die Kirche und der renovierte Pfarrhof bildeten nun den Kern des Ortes. Am Ortsrand entstanden Ansammlungen von Einfamilienhäusern. In den letzten Jahrzehnten gingen die Bemühungen der Gemeinde vor allem in Richtung der Hebung der allgemeinen Lebensqualität, wie auch diverse Auszeichnungen bestätigen (siehe weiter unten).
Seit 2015 ist die ehemalige Gemeinde Pöls im Rahmen der steiermärkischen Gemeindestrukturreform mit der ehemaligen Gemeinde Oberkurzheim zusammengeschlossen; die neue Gemeinde führt den Namen „Pöls-Oberkurzheim“.

## Kultur und Sehenswürdigkeiten

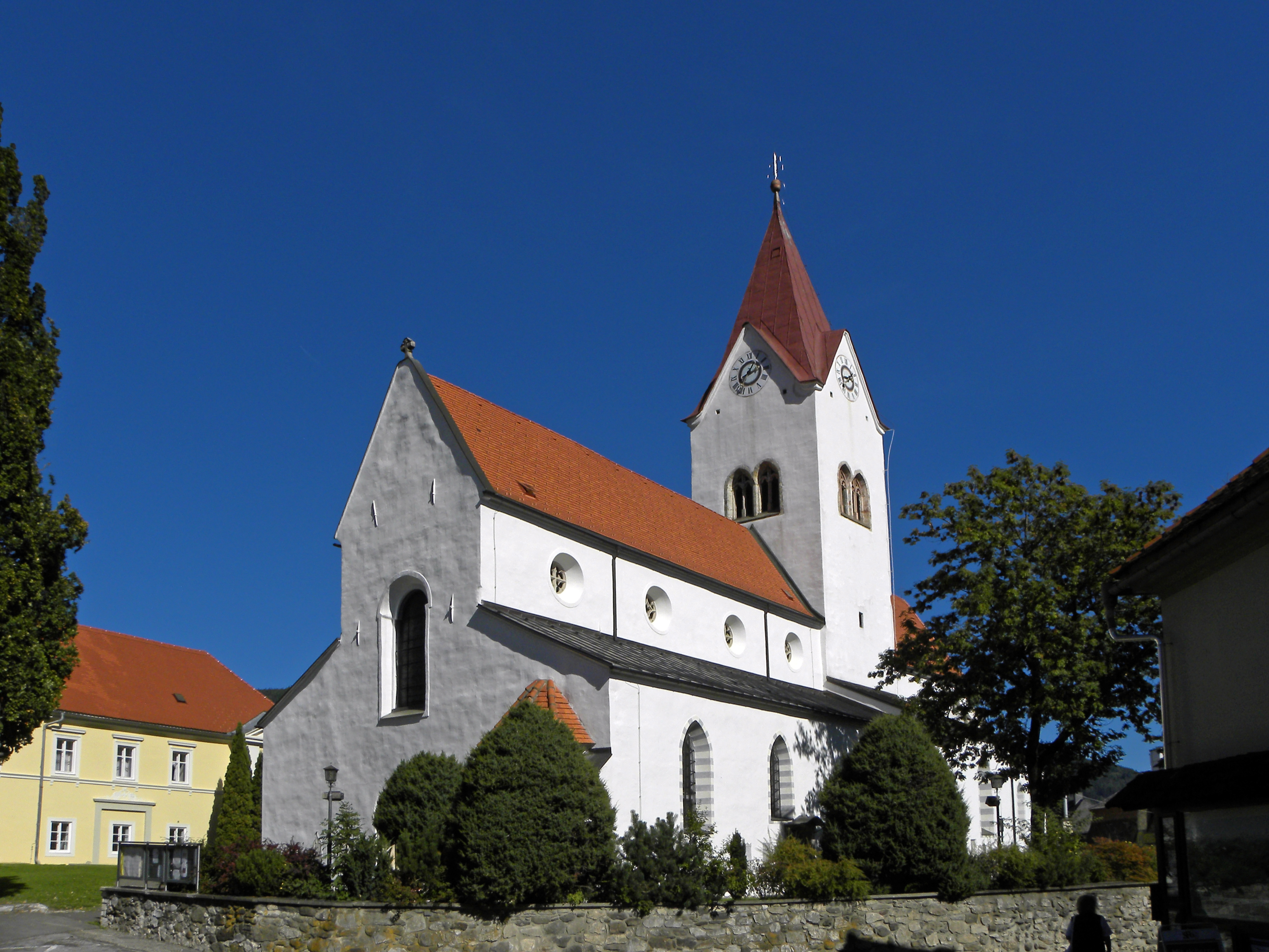
Pfarrkirche Pöls

- Katholische Pfarrkirche Pöls Mariä Himmelfahrt: Erwähnenswert ist die im 12. Jahrhundert errichtete romanische Pfarrkirche, eine dreischiffige Pfeilerbasilika mit vier Jochen und einem Querschiff, die ein gotisches Kreuzrippengewölbe aufweist. Die im barocken Stil gehaltene Innenausstattung stammt im Wesentlichen aus dem 18. Jahrhundert. Der Hochaltar ist ein Werk des Judenburger Bildhauers Balthasar Prandtstätter. Neben der Kirche stehen der romanische Rundkarner (derzeit Aufbahrungsstätte) und eine gotische Totenleuchte.

## Wirtschaft und Infrastruktur
Pöls lebt hauptsächlich von der Zellstoff- und Papierindustrie sowie der damit auch verbundenen Holzverarbeitung. In geringerem Ausmaß ist auch der Tourismus ein Wirtschaftsfaktor. Hier stehen vor allem die guten Sportmöglichkeiten und die Nähe zur Formel 1 – Rennstrecke am Red Bull Ring (ehem. A1-Ring) in Spielberg (Entfernung rund 15 km) als Attraktionen bereit.

### Verkehr
Pöls war in früherer Zeit ein Verkehrsknoten, da sich hier die Straßen aus dem Aichfeld mit der Passstraße über den Triebener Tauern trafen. Noch heute kreuzen sich im Gemeindegebiet die Triebener Straße B 114, die B 114a (Alter Pölshals) und die Fohnsdorfer Straße L 503.

### Ansässige Unternehmen

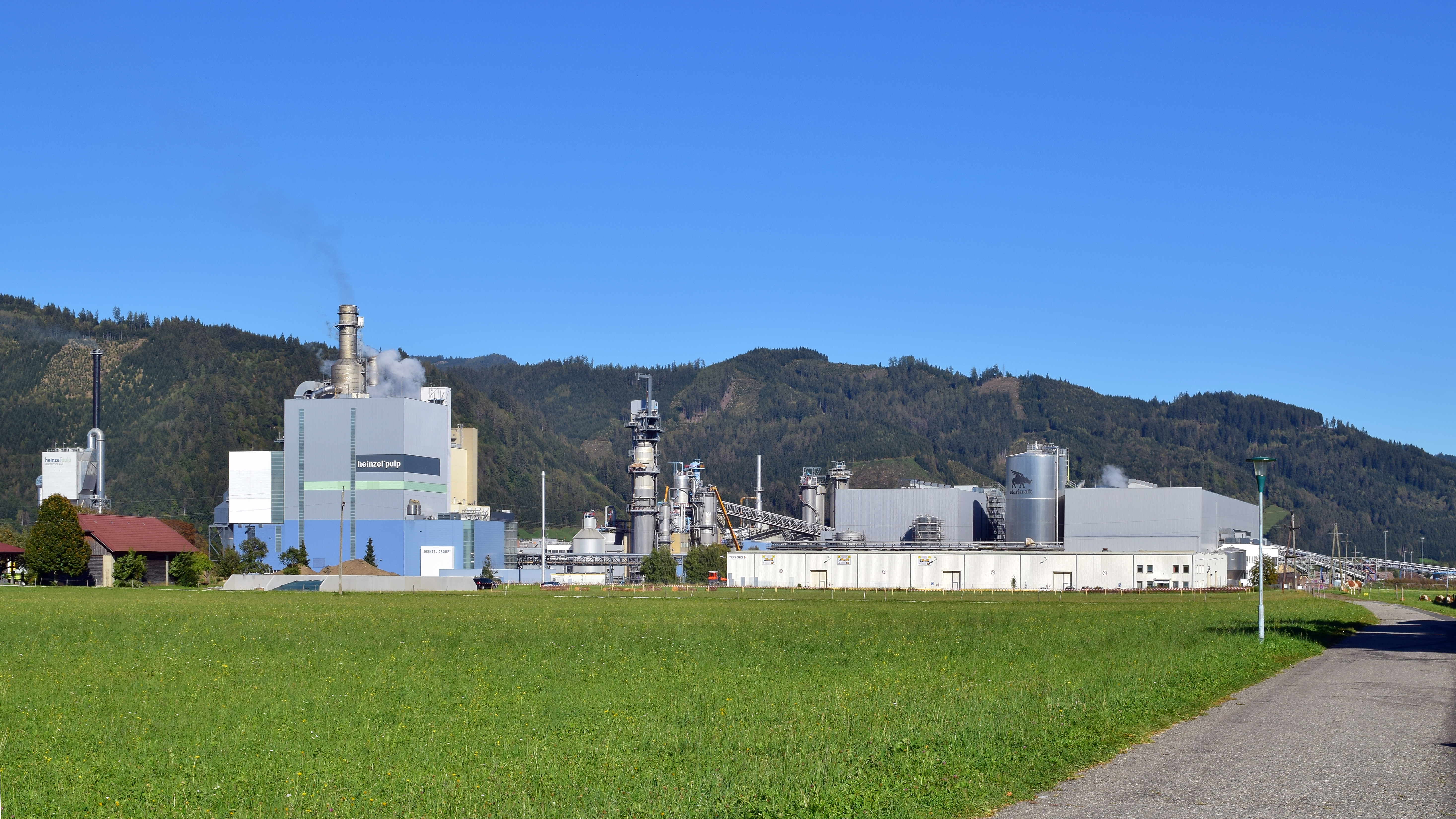
Zellstoff Pöls AG

Der größte Arbeitgeber in Pöls ist die zur Heinzel Group gehörende Zellstoff Pöls AG mit derzeit etwa 409 Mitarbeitern, gefolgt von der Stenqvist Austria Ges.m.b.H. (ehemalige 3P Verpackungswerke) mit etwa 90 Beschäftigten.

### Bildung
- Seit 1458 gibt es in Pöls urkundlich erwähnt eine Volksschule,
- seit 1969 die Hannes-Pammer-Hauptschule, die heute als Technische Hauptschule eine in technische Richtung orientierte Ausbildung anbietet (Schwerpunkte Informatik, ICDL und Maschinentechnik)

### Sport
Zahlreiche sportliche Betätigungsmöglichkeiten:
- Fußballverein FSC Pöls
- Judo-Klub ASKÖ Pöls
- Tennisverein
- Squashhallen
- Hallenbad
- Eislaufplatz
- Eisstock-Bahnen

## Persönlichkeiten
- Johann Hillebrand (1801–1866), Sensenfabrikant und Politiker
- Josef Schlager (1918–1987), Politiker und Abgeordneter zum Nationalrat